# پیوی آلتونن
پیوی آلتونن (انگلیسی: Päivi Aaltonen؛ زاده ۱۲ دسامبر ۱۹۵۲) یک ورزشکار تیراندازی با کمان اهل فنلاند است.